# Nicolas Mary
Nicolas Mary, sieur Desfontaines dit Desfontaines, né vers 1610 à Rouen et mort le 4 février 1652 à Angers, est un acteur, dramaturge et romancier français.

## Biographie
Auteur fécond, Desfontaines a composé treize pièces pour le théâtre parmi lesquelles on distingue L’Illustre Comédien ou Le Martyre de Saint Genest (1645) (qui sera reprise par Rotrou l’année suivante), Eurymédon ou l’Illustre Pirate, (1637), Orphise ou la Beauté persécutée (1638), Hermogène (1638), Bélisaire (1641), Les Galantes vertueuses (1642), Le Martyre de Saint Eustache (1644), Saint Alexis ou l’Illustre Olympie (1644), Alcidiane ou Les Quatre Rivaux (1645), Belissante ou l’Infidélité reconnue (1647) et La Véritable Sémiramis (1647).
Admirateur enthousiaste de Corneille, Desfontaines a également donné une suite à sa tragédie du Cid intitulé la Vraie Suite du Cid ainsi qu’une suite à la tragédie Ibrahim Bassa de Georges de Scudéry.
On lui attribue trois romans, Les Heureuses Infortunes de Céliante et Marilinde, veuves-pucelles (1636), L'Illustre Amalazonthe (1645) et L'Inceste innocent (1638), dont les deux premiers sont sans doute, selon le bibliographe Paul Lacroix, de la plume de son ami l'abbé René de Ceriziers.
Desfontaines a également écrit sur quelques sujets religieux et a été traducteur de l’italien.

## Œuvres
- Eurimedon ou l’illustre pirate, 1636.
- L’Inceste innocent, histoire véritable., 1638.
- La Vraye Suitte du Cid, 1638.
- Orphise, ou La beauté persécutée, 1638.
- Hermogène, 1639.
- Le prince Hermogène, tragi-comédie, 1640.
- Bélisaire, tragi-comédie, 1641.
- Les Galantes vertueuses. Histoire véritable et arrivée de ce temps pendant le siège de Thurin, tragi-comédie, 1642.
- Les Galantes vertueuses, 1642.
- Le Martyre de Saint-Eustache, tragédie, 1642.
- Paraphrase sur Memento homo quia pulvis es, etc. Dédiée à Monsieur de Talman, 1643.
- Alcidiane ou les Quatre rivaux, 1644.
- L’illustre Olympie ou le Saint Alexis, 1644.
- Sonnet, 1645.
- L’Illustre comédien ou Le martyre de sainct Genest, 1646.
- Bellissante ou la Fidélité reconnue, tragi-comédie, 1647.
- La Véritable Sémiramis, 1647.
- Le Martyre de Sainct Eustache, tragédie, 1652.
- Saint Alexis, tragédie., 1661.
- Perside ou la suite d’Ibrahim Bassa, tragédie, 1644.
- Tragédies hagiographiques : textes établis et présentés par Claude Bourqui et Simone de Reyff, Paris, Société des textes français modernes, 2005, 650 p., 19 cm (ISBN 978-2-86503-273-0, OCLC 718630389).